# Kikutniczka pospolita
Kikutniczka pospolita (Chelidura acanthopygia) – gatunek skorka z rodziny skorkowatych i podrodziny Anechurinae.

## Taksonomia
Gatunek ten opisał po raz pierwszy Carlo Giuseppe Gené w 1832 roku jako Forficula acanthopygia. Do rodzaju Chelidura przeniósł go w 1878 roku August Durieu Dubrony. W 1902 Karl Wilhelm Verhoeff zaliczył go do rodzaju Chelidurella, który został później zsynonimizowany z rodzajem Chelidura

## Opis
Owad ma stosunkowo krępe, rozszerzone pośrodku ciało długości 6,5–12 mm (według innych źródeł 9–18 mm). Barwa ciała określana jest jako rudobrunatna do żółtobrunatnej lub jasnożółtawobrązowa, głowy ruda, a odnóży i czułków żółtawa lub jasnobrązowa. Stosunkowo duża, dłuższa niż szeroka głowa ma wyraźne szwy, nabrzmiałe czoło, wykrojony środek tylnej krawędzi i bardzo małe, znacznie krótsze od skroni oczy. Czułki buduje 13 członów, z których pierwszy jest krótszy od ich rozstawu, zwężony u nasady i rozszerzony u wierzchołka, drugi poprzeczny, a trzeci walcowaty i dłuższy od czwartego. Poprzecznie prostokątne przedplecze ma ściętą krawędź przednią, proste i równoległe krawędzie boczne, zaokrąglone kąty tylne oraz delikatnie wypukłą do prostej krawędź tylną. Pod szczątkowymi, stykającymi się na krótkim odcinku środkowym krawędzi wewnętrznych pokrywami (tegminami) brak jest zupełnie tylnej pary skrzydeł. Odnóża są stosunkowo krótkie. Poszerzony pośrodku odwłok ma wypukłe w widoku od góry brzegi boczne, podgięcia gruczołowe na bokach tergitów trzeciego i czwartego oraz żeberka na bokach tergitów szóstego i siódmego. Poprzeczny ostatni z tergitów ma gładką, niezmodyfikowaną powierzchnię i potrójnie falisty brzeg tylny. Pygidium samca ma charakterystycznie odgięty ku górze wierzchołek. U samicy pygidium zwężone jest ku szczytowi. Przysadki odwłokowe (szczypce) samicy są prawie proste. U samca szczypce mają ramiona mniej lub bardziej proste widoku bocznym, ale łukowato wygięte w widoku od góry, o nieuzbrojonych krawędziach wewnętrznych, ale z guzkiem u nasady powierzchni grzbietowej. Narządy rozrodcze samca są przeciętnie rozwinięte, smukła, w przybliżeniu dwukrotnie szersze od przednie krawędzi paramer zewnętrznych, które to mają prosty kształt z zaokrąglonymi wierzchołkami. W relatywnie małym, poprzecznie na przedzie ściętym płacie genitalnym leży bardzo długa, zaopatrzona w silnie nierówny, zakrzywiony i poprzecznie spłaszczony pęcherzyk nasadowy virga oraz w zesklerotyzowaną płytkę za wspomnianym pęcherzykiem.

## Biologia i występowanie
Jest owadem cieniolubnym i higrofilnym, aktywnym nocą. Występuje od wiosny do jesieni w lasach, gdzie bytuje najczęściej w ściółce i pod kamieniami, czasem na drzewach. Zapłodniona samica składa jaja w korytarzu wykopanym w wilgotnej glebie, najczęściej pod kamieniem, gdzie opiekuje się jajami do wylęgu larw.
Owad ten jest gatunkiem palearktycznym, europejskim. Stwierdzony został w Hiszpanii, Francji, Wielkiej Brytanii, Belgii, Holandii, Danii, Norwegii, Szwecji, Niemczech, Szwajcarii, Austrii, Włoszech, na Litwie, w Łotwie, Polsce, Czechach, na Słowacji, Ukrainie, Węgrzech, w Słowenii, Chorwacji, Bośni i Hercegowinie, Serbii, Czarnogórze i Rumunii. W Polsce jest rozsiedlony na terenie całego kraju i jest jedynym stwierdzonym gatunkiem rodzaju kikutniczka (kusokrywka, Chelidura), choć w południowo-wschodniej części tego kraju możliwe jest występowanie Chelidura transsilvanica.